# Végegyháza
Végegyháza (ehemals  Tótkovácsháza) ist eine ungarische Gemeinde im Kreis Mezőkovácsháza im Komitat Békés. Zur Gemeinde gehört der südlich gelegene Ortsteil Árpádtelep.

## Geografische Lage
Végegyháza liegt viereinhalb Kilometer südwestlich der Stadt Mezőkovácsháza, gut acht Kilometer nordöstlich der Stadt Mezőhegyes, an dem Kanal Királyhegyesi-Száraz-ér-csatorna.

## Sehenswürdigkeiten
- Freiheitsdenkmal (Szabadság lángja-emlékmű)
- Römisch-katholische Kirche Szent István király, erbaut 1914
- Tamás-Baráth-Grabmal (Baráth Tamás síremléke)
- Weltkriegsdenkmal (I-II. világháborús emlékmű)

## Verkehr
Durch Végegyháza verläuft die Landstraße Nr. 4434. Es gibt im Ort zwei Eisenbahnhaltestellen: Végegyháza und Végegyháza alsó nahe dem Ortsteil Árpádtelep. Die Gemeinde ist über diese angebunden an die Eisenbahnstrecke von Kétegyháza nach Mezőhegyes.